# Terenzio Ortolani
Terenzio Ortolani (Pesaro, 1799 - 1875) fou un compositor italià.
Cursà els estudis musicals en el Liceu de Bolonya, on va ser deixeble del pare Mattei, i progressà tan ràpidament, que el 1825 aconseguí de l'Acadèmia filharmònica de Bolonya el diploma de mestre de capella de la seva ciutat natal, càrrec que simultaniejà amb una feina administrativa.
Entre les seves composicions s'hi compten; l'òpera bufa La pastorella delle alpi, moltes misses, salms, i altres obres de música religiosa, havent publicat 10 fugues a 8 veus (Ascoli, 1844) i 100 fugues a 2, 3 i 4 veus (Milà, 1871). Va deixar inèdit un Trattato d'harmonia..